# Serra da Estrela (sajt)
A Serra da Estrela sajt (portugál nyelven: Queijo Serra da Estrela) egy sajtféle, melyet Portugália Serra da Estrela hegyvidéki régiójában állítanak elő. E sajtféle szerepel az Európai Unió eredetvédett élelmiszereinek listáján.
A terület, melyen e területileg védett sajtfélét elő lehet állítani, mindössze 3 143 négyzetkilométernyi területre korlátozódik, mely a következő községeket foglalja magában: Celorico da Beira, Fornos de Algodres, Gouveia, Mangualde, Manteigas, Nelas, Oliveira do Hospital, Penalva do Castelo, Carregal do Sal és Seia.

## Készítése
E sajtféle készítése szigorúan meghatározott gyártási folyamat alapján lehetséges. Juhtejből készül, többnyire a novembertől márciusig terjedő időszakban. Érési folyamatai rendkívül sajátos formában jelennek meg, teljes érési ideje minimum 30 nap. A Serra da Estrela sajt állaga függ készítésének idejétől, ezért találkozhatunk félig folyékony állagú változatával, mikor a sajt még friss, illetve szilárd, ám szeletelhető változatával is, mikor már öregebb a sajt. E sajtot kézműves termelők állítják elő, színe a fehértől a halvány sárgáig terjed és csak néhány lyukat tartalmazhat a sajt tömbje. Kifinomult minőségét a lassan fejt juhtejnek és annak alvasztásának köszönheti. E sajt formája szabálytalan kör alapú, általában szalmasárga külső résszel. Gyakorta konyharuhába csomagolják. A Serra da Estrela sajtot Portugália szerte jól ismerik és világszerte számos helyen kapható. 
2014-ben a Queijo Serra da Estrela sajtot beválasztották az úgy nevezett Ark of Taste listára, mint veszélyeztetett eredetű élelmiszer-örökséget.

## Fordítás
Ez a szócikk részben vagy egészben  a   Serra da Estrela cheese című angol Wikipédia-szócikk ezen változatának fordításán alapul.  Az eredeti cikk szerkesztőit annak laptörténete sorolja fel. Ez a jelzés csupán a megfogalmazás eredetét és a szerzői jogokat jelzi, nem szolgál a cikkben szereplő információk forrásmegjelöléseként.